# Justicia lukei
Justicia lukei är en akantusväxtart som beskrevs av Vollesen. Justicia lukei ingår i släktet Justicia och familjen akantusväxter. Inga underarter finns listade i Catalogue of Life.